# 엑스디파이언트
엑스디파이언트(XDefiant, 이전 이름: Tom Clancy's XDefiant)는 유비소프트 샌프란시스코(Ubisoft San Francisco)가 개발하고 유비소프트가 퍼블리싱한 2024년 무료 1인칭 슈팅 게임이다. 이 게임은 2024년 5월 21일 플레이스테이션 5, 마이크로소프트 윈도우 및 엑스박스 시리즈 X/S용으로 출시되었다. 비평가들로부터 엇갈린 평가를 받았다.

## 게임플레이
엑스디파이언트에는 고유한 능력과 무기를 지닌 다양한 세력과 클래스가 있다. 유비소프트 세계를 배경으로 하며 지도 위치는 여러 유비소프트 타이틀의 게임 내 위치를 기반으로 한다. 플레이어는 다양한 맵과 게임 모드에서 빠르게 진행되는 팀 기반 멀티플레이어 매치에 참여한다.
게임의 구성은 "디파이언트", 팬텀스(고스트 리콘), 에첼론(톰 클랜시의 스플린터 셀), 클리너스(톰 클랜시의 디비전), 리버태드(파 크라이) 및 데드섹(DedSec, 워치 독스)이라는 세력을 중심으로 전개된다. 디파이언트는 특성, 능력, 장치, 무기 및 아이템으로 맞춤 설정할 수 있다. 6대6 선형 게임 모드(예: "지배" 및 "호위")가 있다.